# Powiat krośnieński (Galicja)
Powiat krośnieński – dawny powiat kraju koronnego Królestwo Galicji i Lodomerii, istniejący w latach 1867–1918.
Siedzibą c.k. starostwa było Krosno. Powierzchnia powiatu w 1879 roku wynosiła 9,4894 mil kw. (546,02 km²), a ludność 64 842 osób. Powiat liczył 84 osady, zorganizowane w 82 gminy katastralne.
Na terenie powiatu działały 2 sądy powiatowe – w Krośnie i Dukli.

## Starostowie powiatu
- Henryk Pfau (ok. 1869–1872)[1][2][3]
- Roman Gabryszewski (do 1877)[4]
- Mieczysław Marassé (1877 – )
- vacat (1882)
- Jędrzej Biesiadzki (1890)
- Ferdynand Pawlikowski (do VIII 1896)[5]
- Bogumił Szeligowski (VII 1896 – )
- Stanisław Nowosielecki[6]

## Komisarze rządowi
- Michał Towarnicki (1871)
- Władysław Machniewicz (1879)
- Edmund Romer (zastępca starosty, 1882)
- Józef Brodnicki (1890)
- Bronisław Waydowicz

## Marszałkowie
- August Gorayski[7]